# آلیو دمبله
آلیو دمبله (انگلیسی: Aliou Dembélé؛ زادهٔ ۱ فوریهٔ ۱۹۸۸) بازیکن فوتبال اهل فرانسه است.
از باشگاه‌هایی که در آن بازی کرده‌است می‌توان به باشگاه فوتبال آژاکسیو اشاره کرد.